# میا گومرز
میا گومرز (انگلیسی: Mia Gommers؛ زادهٔ ۲۶ سپتامبر ۱۹۳۹) ورزشکار دو و میدانی اهل پادشاهی هلند است.
وی در مسابقات کشوری و بین‌المللی در مجموع برندهٔ ۱ مدال نقره، ۱ مدال برنز شده‌است.